# Doridoxa benthalis
Doridoxa benthalis is een slakkensoort uit de familie van de Doridoxidae. De wetenschappelijke naam van de soort is voor het eerst geldig gepubliceerd in 1963 door Barnard.